# Tytus, Romek i A’Tomek księga XVI
Tytus, Romek i A’Tomek księga XVI – szesnasty komiks z serii Tytus, Romek i A’Tomek o przygodach trzech przyjaciół Tytusa, Romka i A’Tomka. 
Autorem scenariusza i rysunków jest Henryk Jerzy Chmielewski. Album ten ukazał się w roku 1981 nakładem Młodzieżowej Agencji Wydawniczej. Komiks ten wydany jest w układzie poziomym. Potocznie księga ta ma opis - Tytus dziennikarzem. 

## Fabuła komiksu
Tytus podejmuje pracę w redakcji tygodnika Trele Morele na stanowisku gońca. Następnie awansuje na stanowisko sprzątaczki redakcyjnej. W wyniku kilku wypadków w pracy i jednego omdlenia na Tytusa spada cały ciężar prowadzenia redakcji i przygotowania nowego numery do sprzedaży. O pomoc prosi swoich kompanów Romka i A’Tomka. Po paru dniach wraca redaktor naczelny z urlopu chorobowego i jest zachwycony przygotowanym przez Tytusa numerem. W nagrodę mianuje go redaktorem działu hec. Tytus otrzymuje delegację służbową do nowo otwartego wesołego miasteczka Fajfokloksity by zrobić z niego reportaż. W drodze powrotnej z wesołego miasteczka samolot, którym wraca Tytusa zostaje sterroryzowany przez babcię porywaczkę. Tytus obezwładnia porywaczkę, a samolot ląduje na wyschniętym słonym jeziorze w Trapezfiku rodzinnych stronach Tytusa. Gdy Tytus opuszcza samolot zostaje przypadkowo poniesiony przez nosorożca i niechcący oddala się od miejsca awaryjnego lądowania. Do Romka i A’Tomka trafia wiadomość, że Tytus zaginął w buszu i dlatego uruchamiają akcję ratunkową. Ruszają na pomoc syfonolotem skonstruowanym przez prof. T. Alenta. Ratują oni Tytusa, który tymczasem wpadł w ręce handlarzy zwierząt, po czym razem wracają do kraju.

## Syfonolot
Twórcą tego wehikułu jest profesor T. Alent. Z wyglądu przypomina syfon, pomalowany jest w zielono-żółto-czerwone barwy i z boku ma oznaczenie S-1. Paliwem pojazdu są książki, które zawierają więcej „wody” niż treści. Na jedną godzinę lotu pali kilogram makulatury i jeden nabój gazu do syfonu. Książki jako paliwo ładowane jest od góry i wymaga wspięcia się po drabinie.

## Wydania
- wydanie I 1981 - Młodzieżowa Agencja Wydawnicza, nakład: 150 000 egzemplarzy
- wydanie II 1984 - Młodzieżowa Agencja Wydawnicza, nakład: 400 000 egzemplarzy
- wydanie III (wydanie zbiorowe jako Złota księga przygód III) 2003 - Prószyński i S-ka, nakład: 22 000 egzemplarzy
- wydanie IV 2009 - Prószyński Media